# Something Wicked
Something Wicked è il quinto album della band  thrash metal statunitense Nuclear Assault. È il primo, e unico, album del gruppo senza Dan Lilker e Anthony Bramante.
Per la title track venne realizzato un video musicale ed è usata nei titoli di coda di Warlock 2.
La copertina dell'album è stata inserita nella classifica delle peggiori 50 copertine di album metal e hard rock stilata da Metal Hammer.

## Tracce
1. Something Wicked – 4:42
2. Another Violent End – 5:10
3. Behind Glass Walls – 4:09
4. Chaos – 3:57
5. The Forge – 5:14
6. No Time – 5:19
7. To Serve Man – 2:27
8. Madness Descends – 4:31
9. Poetic Justice – 2:48
10. Art – 0:09
11. The Other End (strumentale) – 0:39

## Formazione
- John Connelly - voce, chitarra
- Dave DiPietro - chitarra, cori
- Scott Metaxas - basso, cori
- Glenn Evans - batteria